# Uncharted 2
Uncharted 2: Among Thieves je akcijsko-pustolovska video igra za igralno konzolo PlayStation 3, ustvarjeno v studiu Naughty Dog, ki je izšla v založbi Sony Computer Entertainment. Je nadaljevanje Uncharted: Drake's Fortune in je bila javnosti prvič prikazana 1. decembra 2008. Javno je bila prvič razglašena v januarski izdaji 2009 Game Informer-ja, izšla pa je oktobra 2009. Igra je bila kritično in komercialno uspešna, na Metacritic celo razglašena kot kritično najboljša igra leta 2009. Isto leto je pridobila naslov igra leta "Game of the Year" pod IGN, Eurogamer, Game Informer, Joystiq, Kotaku, Giant Bomb, Academy of Interactive Arts & Sciences|AIAS, X-Play, Game Developers Choice Awards in Spike Video Game Awards za igro leta 2009. Nadaljevanje in tretji del serije, Uncharted 3: Drake's Deception, je izšel 11. novembra 2011.

## Igralnost
Uncharted 2 je akcijsko avanturska igra ter platformer, igra se v tretji osebi, kjer igralec prevzame vlogo junaka oziroma anti-junaka pod imenom "Nathan Drake". Drake je fizično zmožen in da pride do cilja lahko celo pleza in skače na oz. s sten, skal, in ozkih terenov. Drake lahko sabo nosi dve orožji – eno vrsto pištole in eno vrsto puške – ter omejeno količino granat. Lahko pobere orožja in jih tako avtomatsko zamenja s trenutno opremljenim orožjem, lahko pa tudi pobere municijo in orožja od nasprotnikov. Igralec lahko ukaže Drak-u, da se skrije, z uporabo "Cover system" in tako uporabi metode skrivanja ali napada z vsemi možnimi sredstvi, vključno z "fizičnim napadom". Igralec se lahko tudi odloči napasti, ustreliti, kriti ali skočiti med tekom ali hojo. Če sovražniki Drake-a ne zaznajo, potem se lahko igralec odloči izogniti kontaktu ali jih eliminirati po tihem z eno smrtonosno potezo, kot recimo zadaviti, udariti v vrat ali zriniti/zvleči čez rob prepada ali zgradbe. Če vse nasprotnike eliminiraš po tiho, potem se izogneš njihovim okrepitvam. Nekatera področja zahtevajo, da rešiš uganke z uporabo Drake-ve "Beležke", ki ti da namige k reševanju ugank. Če kljub "Beležki" igralec ne zna rešiti uganko, se po določenem času pojavi dodaten namig, ki dalje pomaga v obliki "smerokaza".
Skozi igro je skritih 100 zakladov in še en poseben zaklad, ki se pojavijo zunaj namenjene smeri, ter po navadi namigujejo, da si zašel v napačno smer. Pojavi se tudi poseben "relic", točno takšen kot v Uncharted: Drake's Fortune. Zbiranje teh zakladov, skupaj s posebnimi dosežki v igri, pripomore k medaljam, ki dajo igralcu denar, ki se lahko uporabi za "nadgradnje" v multiplayerju, ali za posebne dodatke kot konceptne slike, posnetki o izdelovanju, in kode "cheats" za uporabo v igri. Če imaš na PlayStation 3 skranjene datoteke igre Uncharted: Drake's Fortune se igralcu automatsko nakaže 100 000 $ denarja znotraj igre "Uncharted 2".

### Večigralski način (Multiplayer)
Uncharted 2 ima oboje "tekmovalni"(competitive, co-op) in "kooperativi"(Cooperative) večigralski multiplayer. V co-op multiplayer-ju igrač vključno s še enim ali dvema dodatnima igralcama, preko spleta, igraš kot ali Drake, Sully, Alena ali Cloe, in si delešen v raznolikih situacijah, s poudarkom na skupinsko delo. Igralci lahko priskočijo drug drugemu v pomoč, če so "ranjeni" ali "onesposobljeni".Kooperativi multiplayer je možen kot "Adventure","Survival" ali "Treasure hunt".
Tekmovalni multiplayer omogoča maksimum deset igralcev, po pet v vsaki skupini, da se pomeri v šestih različnih igrah: "Deathmatch", "Plunder", "Elimination", "Turf War", "King of the Hill" in "Chain Reaction".V 
"Deathmatch" se dve ekipi petih, pomerijo v bitki za največ pbojev. "Plunder" je podobo tradicionalni igri 
"capture the flag" in zahteva, da vsaka ekipa skuša pridobiti zaklad, ki se pojavi na naključnem osrednjem delo mape, in tnato ta zaklad ekipa skuša prinesti v svojo bazo. Igralci, ki nosijo zaklad so upočasnjeni, vendar lahko še vedno z eno roko uporabljajo pištolo, ali vršejo oz. podajo zaklad k soigralcu. V "Elimination" se igralci skušajo ubiti, vendar se igralec ki je ubit ne pojavi do konca runde, ekipa, ki prva zgubi vse igralce je poražena. V "Elimination" je cilj zmagati vsaj 2 izmed treh rund.
"Chain Reaction" je igra kjer mora vsaka ekipa zavzeti vse teritorije, vendar jih more zavzeti v določenem vrstnem redu od 1 do 5, od svoje baze do nasprotnikove.
V "King of the Hill" ekipa rabi zavreti po en teritorij na enkrat, teritirij morejo za kratek čas branit, medte, ko nasprotna ekipa shuša enako.
"Gold Rush" je kooperativna igra kjer 2 do 3 igralci skupaj poskušajo čim prej prinnesti zaklad do baze, vendar jim to želijo preprečiti neskončni vali računalniško vodenih nasprotnikov. Ko prineseš en zaklad do skrinje je runda končana in se začne naslednja runda, ki je težja od prejšne. Igralci skušajo preživeti čim več rund pred računalniško vodenimi nasprotniki, vseh rund je 10, igralci imajo 3 poskuse.
"Survival" je druga kooperativna igra, kjer 2 do 3 igralci sodelujejo z vsemi sredstvi, da bi preživeli čim več rund, igralci imajo 3 poskuse, vseh rund je 10.
"Siege" je dodatna kooperativna igra kjer vsako rundo dva do trije igralci skušajo obraniti teritorij pred računalniško vodenimi nasprotniki, igralci imajo 3 poskuse, vseh rund je 10.

## Zgodba
Pripoved se začne z besedami Marka Pola: »Nisem povedal polovice tistega, česar sem videl, saj sem vedel, da mi ne bodo verjeli.« Zgodba se vrti okrog pogubne vrnitve Marka Pola domov, po 20 letih na dvoru mongolskega vladarja Kublaj Kana. Od tam se je leta 1292 odpravil s štirinajstimi ladjami in preko 600 potniki, ko pa je leto in pol kasneje prispel do Perzije, mu je ostala le še ena ladja z osemnajstimi potniki. Marko Polo ni nikoli razkril, kaj se je zgodilo s preostalimi ladjami.
Zgodba se začne s prizorom Nathana Drakea (Nolan North), zgodovinarja, tatu, roparja grobov in preprodajalca črne robe, ki se krvav zbudi v vlaku, ki visi z roba pečine. V prebliskih se Drake spomni, da sta ga njegov nekdanji pajdaš Harry Flynn (Steve Valentine) in bivša punca Chloe Frazer (Claudia Black) pregovorila za tatvino mongolske oljne svetilke iz muzeja v Istanbulu. Drake je sprejel nalogo, ko je izvedel, da naj bi svetilka vsebovala namige o lokaciji Polove izgubljene flote. Flynn in Drake dobita svetilko z zemljevidom, ki nakaže, da je flota prevažala dragulj Cintamani iz mitološkega mesta Šambala (bolje znanega kot Šangri-La), a je na poti zaradi cunamija nasedla na obali Bornea. Flynn vzame zemljevid in prevara Drakea, ki ga policija aretira in vrže v ječo. Po treh mesecih je izpuščen po zaslugi mentorja in starega prijatelja Victorja Sullivana (Richard McGonagle) in Chloe Frazer. Slednja trdi, da ni vedela ničesar o Flynnovih načrtih in da je ona prosila za pomoč Sullivana.
Nate in Sully sledita Flynnu in njegovemu srbskemu šefu Zoranu Lazareviču na Borneo in poskušata pred njima najti dragulj.

## Proizvodja
Prvič razkrito v "Game Informer-ju" decembra 2008, prvi trailer je prikazoval Draka Krvavega in poškodovanega, kako tava po snegu... Vodilni umetnik za karakterje "Richard Diamant" je razkril, da je trailer bil posnet "v živo" (real-time), z uporabo igrinega igralnega pogona. Drugi trailer je bil malo zatem izdan, in prokazoval podaljšano vsebino prvega prizora.

## Po izidu

### Posebne izdaje
The Fortune Hunter edition, s priloženo repliko "Phurba|Phurba Dagger" in stojalom. "BradyGames" strateškim navodilm, konceptno knjigico "art book", "soundtrack", in zbirateljsko Škatljico, z autogramom od Naughty Dog. Zdraven pa je tudi priložen kupon za "download" posebnih dodatkov. Zbirateljska izdaja ni izšla v ZDA.
SCEA vodja trženja Asad Qizilbash je povedala bralcem PlayStation Bloga da bodo kopije "limited edition" omejene izdaje, podarjene bralcem bloga, uporabnikom PlayStation Home, uporabnikom multiplayer dema, in drugim nenapovedanim uporabnikom. Qizilbash je pravtako omenila, da tekmovanje velja samo za prebivalce ZDA. Samo 200 kopij je bilo izdanih.
Ekskluzivno za PAL regijo, je Uncharted 2 posebna izdaja, ki vsebuje igro, zlato verzijo "Berette" in "AK-47" orožji, dve razglednici, PlayStation 3 temo, in multiplayer kostume. Igra pride v železni škatlici.
Izdaja igre leta Game of the Year Edition je izšla skoraj leto kasneje na 12. oktobra 2010. Poleg drugih vsebin je ta izdaja vsebovala vse do takrat izdane DLC vsebine, z izjemo "Sidekicks Skin Pack", four motion comics, and Pinball Heroes: Uncharted for the PSP. Izšla je tudi Platinum oziroma greatest hits izdaja, ter komplet uncharted 1. in 2. dela imenovan "Greatest Hits DualPack", ter "Ultimate Combo Pack" ki vsebuje metalično moder DualShock 3kontroler.

### Spletne vsebine
Prvi DLC je izšel 17 novembra 2009 in vseboval novo multiplayer mapo, "The Fort," iz "The Fortress" poglavja v Uncharted Drake's Fortune mapa je izšla zastojn. 11. decembra 2009, je izšel "Uncharted: Eye of Indra Multiplayer Skin Pack" was released, exclusively for the PAL PlayStation Store. It includes all four parts of the motion comic Uncharted: Eye of Indra and two Uncharted 2 in multiplayer karakterji nareti po "motion comic" - Rika in Pinkerton.
Januarja 2010, je izšel "PlayStation Heroes Skin Pack" vseboval karakterje "Sev" in "Helghast soldier" iz Killzone 2, "Nathan Hale" in "Chimera" iz Resistance2, in "Cole" (zloben in dober) ter Zeke iz inFamous. 25. februarja 2010, izide DLC z dvema multiplayer mapama, sšest karakterjev iz Uncharted: Drake's Fortune, 12 novih PSN trofej, in 13 medaljs.  22. aprila 2010, izide, "Siege" DLC. Vsebuje novi co-op multiplayer igro imenovano Siege, dve novi multiplayer mapi, šest novih karakterjev in 11 PSN trofej (deset bronastih, eno srebrno). 26. augusta 2010, izide "Sidekick Skin Pack", ki vsebuje 6 alternativnih izgledov, za prejšne karakterje, in 2 novi "villain" karakterja, Dillon in Mac. 7.septembra 2010, je bilo razglašeno, da prihaja novi DLC. 12. decembra 2010, sta ekskluzivni "Golden Guns" postala navoljo na PSstore.

## Sprejem
Uncharted 2 dobi universalno dobro sprejeto, dobi veliko nagrad "igre leta"/"Game of the Year". Njen prvi predogled francoske izdaja edition PSM3 je opisana"dolga, vizualno čudovita, globoka in eksplozivna, Uncharted 2 kombinira vse kvalitete video igre in še več! Novi mejnik je bil prekoračen v zgodovini videoiger." revija je dala igri oceno 21 od 20, ocen, ki jo je prej dobil samo Grand Theft Auto: San Andreas. PlayStation: The Official Magazine da igri perfektno oceno. In pravi, "Pozabi na igro leta, tole je najboljša igra vseh časov!". PlayStation: The Official Magazine|UK izdaja jo pravtako oceni z odličo oceno, In Uncharted 2 pozneje dobi "nagrado igre leta" od revije.. Kasneje bralci revije izvolijo Uncharted 2 kot najboljšo igro vseh časov.

### Prodaje
NPD Group kažejo da je Uncharted 2 z 537 000 prodanih kopij, najbolj prodana igra v ZDA za oktober 2009, while Media Create's sales data has Uncharted 2 selling 47,000 units for its first day in Japan. 12. novembra 2009, uncharted 2 proda milion izdaj. Februarja 2010, igra proda 3.5 millionov kopij
```
najhitreje prodana prvoročna igra na PlayStation konzoli.
[
31
]
 
Uncharted 2
 28. septembra 2010, Naughty Dog razglasi, da so prodali 3.8 milijonov izdaj svetovno.
[
32
]
 Decembra 2011, se proda preko 5 milijonov kopij.
[
33
]
```

### Nagrade
Uncharted 2 dobi preko 200 nagrad iger leta.Uncharted 2 in kot posamezna igra je edina, ki dobi po tri E3 2009 nagrade. Po njenem izidu zmaga veliko nagrad, vključno rekordnih osem nominacij na "Spike Video Game Awards" in izvoljena od uporabnikov za tri zmage.
| Čast                                                   | Nagrada                                      | Predstavlja vam                                            | Datum-         |                    |        |              |
| ------------------------------------------------------ | -------------------------------------------- | ---------------------------------------------------------- | -------------- | ------------------ | ------ | ------------ |
| Najboljše na odru                                      | Najboljše Igre E3 2009                       | 1UP.com                                                    | jun 5, 2009    |                    |        |              |
| E3 PS3 igra                                            | Najboljše Igre E3 2009                       | 1UP.com                                                    | jun 5, 2009    |                    |        |              |
| Igra Odra                                              | Najboljše Igre E3 2009                       | X-Play                                                     | jun 8, 2009    |                    |        |              |
| Najboljša PlayStation3 Igra                            | Najboljše Igre E3 2009                       | X-Play                                                     | jun 8, 2009    |                    |        |              |
| Najboljše grafike                                      | Nagrade Najboljše Igre E3 2009               | GameTrailers                                               | jun 8, 2009    |                    |        |              |
| Najboljša Tretje Osebna Streljačina                    | Nagrade Najboljše Igre E3 2009               | GameTrailers                                               | jun 8, 2009    |                    |        |              |
| Najbolj Presenetljiv In Zanimiv Demo                   | Nagrade Najboljše Igre E3 2009               | GamesRadar                                                 | jun 8, 2009    |                    |        |              |
| PlayStation3 Igra Odra                                 | Najboljše od E3 2009                         | IGN                                                        | jun 10, 2009   |                    |        |              |
| Splošno Najboljša Grafična Tehnologija                 | Najboljše od E3 2009                         | IGN                                                        | jun 10, 2009   |                    |        |              |
| Najboljša PlayStation3 Grafična Tehnologija            | Najboljše od E3 2009                         | IGN                                                        | jun 10, 2009   |                    |        |              |
| Najboljša PlayStation 3 Akcijska Avantura              | Najboljše od E3 2009                         | IGN                                                        | jun 10, 2009   |                    |        |              |
| Najboljše PlayStation 3 Multiplayer Doživetje          | Najboljše od E3 2009                         | IGN                                                        | jun 10, 2009   |                    |        |              |
| PlayStation 3 Doseški Tehnologijske Ekselence          | Najboljše od E3 2009                         | IGN                                                        | jun 10, 2009   |                    |        |              |
| Najboljša PS3 Igra                                     | E3 2009 "Editors Choice Awards"              | GameSpot                                                   | jun 10, 2009   |                    |        |              |
| Najboljše grafike                                      | E3 2009 "Editors Choice Awards"              | GameSpot                                                   | jun 10, 2009   |                    |        |              |
| PS3 Igra Odra                                          | Najboljše od E3 2009                         | GameSpy                                                    | jun 10, 2009   |                    |        |              |
| Najboljše Odra                                         | Najboljša igra E3 2009                       | Game Critics Awards                                        | jun 23, 2009   |                    |        |              |
| Najboljša Konzolna Igra                                | Najboljša igra E3 2009                       | Game Critics Awards                                        | jun 23, 2009   |                    |        |              |
| Najboljša Akcijska Avantura                            | Najboljša igra E3 2009                       | Game Critics Awards                                        | jun 23, 2009   |                    |        |              |
| Najboljša Konzolna Igra                                | Gamescom Nagrade 2009                        | Gamescom                                                   | avg 28, 2009   |                    |        |              |
| Najboljša splošna Videoigra                            | Igra leta 2009                               | Yahoo! Games                                               | dec 9, 2009    |                    |        |              |
| Igra Leta                                              | 2009 nagrade video iger                      | Spike Video Game Awards                                    | dec 12, 2009   |                    |        |              |
| Najboljša PS3 igra                                     | 2009 nagrade video iger                      | Spike Video Game Awards                                    | dec 12, 2009   |                    |        |              |
| Najboljše grafike                                      | 2009 nagrade video iger                      | Spike Video Game Awards                                    | dec 12, 2009   |                    |        |              |
| Igra Leta                                              | nagrade najboljših od 2009                   | X-Play                                                     | dec 15, 2009   |                    |        |              |
| Najboljša Akcijska Avantura                            | nagrade najboljših od 2009                   | X-Play                                                     | dec 15, 2009   |                    |        |              |
| Najboljša Animacija                                    | nagrade najboljših od 2009                   | X-Play                                                     | dec 15, 2009   |                    |        |              |
| Najboljše pisateljstvo                                 | nagrade najboljših od 2009                   | X-Play                                                     | dec 15, 2009   |                    |        |              |
| PlayStation 3 Game of the Year                         | Best Games of 2009                           | GameSpy                                                    | dec 21, 2009   |                    |        |              |
| The Pay Attention, Hollywood Award                     | Best Games of 2009                           | GameSpy                                                    | dec 21, 2009   |                    |        |              |
| Igra Leta 2009                                         | Igra Leta 2009                               | Destructoid                                                | dec 21, 2009   |                    |        |              |
| Najboljša Pripoved                                     | Naj igre 2009                                | GamePro                                                    | dec 22, 2009   |                    |        |              |
| Najboljša Akcijska Avantura                            | Best Games of 2009                           | GameSpot                                                   | dec 25, 2009   |                    |        |              |
| Najbolše grafike                                       | Best Games of 2009                           | GameSpot                                                   | dec 25, 2009   |                    |        |              |
| Najbolši igralco                                       | Best Games of 2009                           | GameSpot                                                   | dec 25, 2009   |                    |        |              |
| Najboljša tretje osebna streljačina                    | nagrade iger leta 2009                       | GameTrailers                                               | dec 28, 2009   |                    |        |              |
| Najboljši Single-Player                                | nagrade iger leta 2009                       | GameTrailers                                               | dec 28, 2009   |                    |        |              |
| Najboljše grafike                                      | nagrade iger leta 2009                       | GameTrailers                                               | dec 28, 2009   |                    |        |              |
| Najboljša Zgodba                                       | nagrade iger leta 2009                       | GameTrailers                                               | dec 28, 2009   |                    |        |              |
| Igra Leta                                              | Nagrade za konec leta 2009                   | Eurogamer                                                  | dec 31, 2009   |                    |        |              |
| Bralci(Readers)' Igra Leta                             | Nagrade za konec leta 2009                   | Eurogamer                                                  | dec 31, 2009   |                    |        |              |
| Najboljša PS3 igra 2009                                | Best Games of 2009                           | PakGamers                                                  | dec 31, 2009   |                    |        |              |
| Najboljša Akcijska avantura 2009                       | Best Games of 2009                           | PakGamers                                                  | dec 31, 2009   |                    |        |              |
| Številka 1                                             | Najboljših 10, 2009                          | Joystiq                                                    | jan 1, 2010    |                    |        |              |
| Igra Leta                                              | Game of the Year Awards 2009                 | Giant Bomb                                                 | jan 1, 2010    |                    |        |              |
| Igra Leta "Comunity Edition"                           | Game of the Year Awards 2009                 | Giant Bomb                                                 | jan 1, 2010    |                    |        |              |
| PlayStation 3 Igra Leta                                | Game of the Year Awards 2009                 | Giant Bomb                                                 | jan 1, 2010    |                    |        |              |
| Najboljši Vmesni Karakter (Tenzin)                     | Game of the Year Awards 2009                 | Giant Bomb                                                 | jan 1, 2010    |                    |        |              |
| The Northies - Najboljša Predstavitev (Nolan North)    | Game of the Year Awards 2009                 | Giant Bomb                                                 | jan 1, 2010    |                    |        |              |
| Najboljše Grafike                                      | Game of the Year Awards 2009                 | Giant Bomb                                                 | jan 1, 2010    |                    |        |              |
| Splošna Igra Leta                                      | Najboljše 2009                               | IGN                                                        | jan 13, 2010   |                    |        |              |
| Splošno Najboljša Akcijska Avantura                    | Najboljše 2009                               | IGN                                                        | jan 13, 2010   |                    |        |              |
| Splošno Najboljša Vizualna Izvrstnost                  | Najboljše 2009                               | IGN                                                        | jan 13, 2010   |                    |        |              |
| Splošna Nagrada Za Izvrstnost v Zvoku                  | Najboljše 2009                               | IGN                                                        | jan 13, 2010   |                    |        |              |
| Splošno Najboljša Zgodba                               | Najboljše 2009                               | IGN                                                        | jan 13, 2010   |                    |        |              |
| PS3 Igra Leta                                          | Najboljše 2009                               | IGN                                                        | jan 13, 2010   |                    |        |              |
| PS3 Najboljša Akcijska Igra                            | Najboljše 2009                               | IGN                                                        | jan 13, 2010   |                    |        |              |
| PS3 Najboljša Vizualna Izvrstnost                      | Najboljše 2009                               | IGN                                                        | jan 13, 2010   |                    |        |              |
| PS3 Najbljša Izvrstnost v Zvoku                        | Najboljše 2009                               | IGN                                                        | jan 13, 2010   |                    |        |              |
| PS3 Najboljši Multiplayer                              | Najboljše 2009                               | IGN                                                        | jan 13, 2010   |                    |        |              |
| Igra Leta                                              | 2009 Readers' Choice Awards                  | 1UP.com\|1UP                                               | jan 14, 2010   |                    |        |              |
| Najboljša Najboljša Akcijska Avantura                  | 2009 Readers' Choice Awards                  | 1UP.com\|1UP                                               | jan 14, 2010   | Najboljša PS3 Igra |        |              |
| "The "GPU Gods"" Nagrada Najboljšik Vizualnih Doseškov | 2009 Readers' Choice Awards                  | 1UP.com\|1UP                                               | jan 14, 2010   |                    |        |              |
| Igra Leta                                              | 2009 Readers' Choice Awards                  | 1UP.com\|1UP                                               | jan 14, 2010   | Nagrade Iger Leta  | Kotaku | jan 25, 2010 |
| Igra leta (Readers' Choice)                            |                                              |                                                            |                | Nagrade Iger Leta  | Kotaku | jan 25, 2010 |
| Igra leta                                              | 13. zaporedne Nagrade Interactivnih Dosežkov | Academy of Interactive Arts & Sciences                     | feb 18, 2010   |                    |        |              |
| Neverjetni Dosežki v Režiranju Igre                    | 13. zaporedne Nagrade Interactivnih Dosežkov | Academy of Interactive Arts & Sciences                     | feb 18, 2010   |                    |        |              |
| Avanturska Igra Leta                                   | 13. zaporedne Nagrade Interactivnih Dosežkov | Academy of Interactive Arts & Sciences                     | feb 18, 2010   |                    |        |              |
| Neverjetni Dosežki v Animaciji                         | 13. zaporedne Nagrade Interactivnih Dosežkov | Academy of Interactive Arts & Sciences                     | feb 18, 2010   |                    |        |              |
| Neverjetni Dosežki v Vizualnem Inženiringu             | 13. zaporedne Nagrade Interactivnih Dosežkov | Academy of Interactive Arts & Sciences                     | feb 18, 2010   |                    |        |              |
| Neverjetni Dosežki v Umetnostni Smeri                  | 13. zaporedne Nagrade Interactivnih Dosežkov | Academy of Interactive Arts & Sciences                     | feb 18, 2010   |                    |        |              |
| Neverjetni Dosežki v Izvirni Zgodbi                    | 13. zaporedne Nagrade Interactivnih Dosežkov | Academy of Interactive Arts & Sciences                     | feb 18, 2010   |                    |        |              |
| Neverjetni Dosežki v Coponiranju Izvirne Glasbe        | 13. zaporedne Nagrade Interactivnih Dosežkov | Academy of Interactive Arts & Sciences                     | feb 18, 2010   |                    |        |              |
| Neverjetni Dosežki v Igralskem Inženiringu             | 13. zaporedne Nagrade Interactivnih Dosežkov | Academy of Interactive Arts & Sciences                     | feb 18, 2010   |                    |        |              |
| Neverjetni Dosežki v Zvočni Obdelavi                   | 13. zaporedne Nagrade Interactivnih Dosežkov | Academy of Interactive Arts & Sciences                     | feb 18, 2010   |                    |        |              |
| Najboljša Zvočna Obdelava - Computer Entertainment     | 2009 Golden Reel Awards                      | MPSE                                                       | feb 20, 2010   |                    |        |              |
| Pisanje za Videoigre                                   | Writers Guild of America Awards 2009         | Writers Guild of America                                   | feb 20, 2010   |                    |        |              |
| Neverjetno Nadaljevanje Akcijske Igre                  | 9. zaporedni NAViGaTR Awards                 | National Academy of Video Game Testers and Reviewers Corp. | feb 26, 2010   |                    |        |              |
| 3D Animacija                                           | 9. zaporedni NAViGaTR Awards                 | National Academy of Video Game Testers and Reviewers Corp. | feb 26, 2010   |                    |        |              |
| Umetnostna Smer                                        | 9. zaporedni NAViGaTR Awards                 | National Academy of Video Game Testers and Reviewers Corp. | feb 26, 2010   |                    |        |              |
| Kamera Smer v Igralnem Pogonu                          | 9. zaporedni NAViGaTR Awards                 | National Academy of Video Game Testers and Reviewers Corp. | feb 26, 2010   |                    |        |              |
| Smer v Cinema Igrah                                    | 9. zaporedni NAViGaTR Awards                 | National Academy of Video Game Testers and Reviewers Corp. | feb 26, 2010   |                    |        |              |
| Grafično/Tehnično                                      | 9. zaporedni NAViGaTR Awards                 | National Academy of Video Game Testers and Reviewers Corp. | feb 26, 2010   |                    |        |              |
| Svetlobe/Texture                                       | 9. zaporedni NAViGaTR Awards                 | National Academy of Video Game Testers and Reviewers Corp. | feb 26, 2010   |                    |        |              |
| Izvirna Glasbena Orkestra                              | 9. zaporedni NAViGaTR Awards                 | National Academy of Video Game Testers and Reviewers Corp. | feb 26, 2010   |                    |        |              |
| Pisanje v Drami                                        | 9. zaporedni NAViGaTR Awards                 | National Academy of Video Game Testers and Reviewers Corp. | feb 26, 2010   |                    |        |              |
| Glavni Nastop v Drami (Nolan North)                    | 9. zaporedni NAViGaTR Awards                 | National Academy of Video Game Testers and Reviewers Corp. | feb 26, 2010   |                    |        |              |
| Igra leta                                              | 10. zaporedno Game Developers Choice Awards  | International Game Developers Association                  | marec 11, 2010 |                    |        |              |
| Najboljše Pisateljstvo                                 | 10. zaporedno Game Developers Choice Awards  | International Game Developers Association                  | marec 11, 2010 |                    |        |              |
| Najboljša Tehnologija                                  | 10. zaporedno Game Developers Choice Awards  | International Game Developers Association                  | marec 11, 2010 |                    |        |              |
| Najboljša Vizualna Umetnost                            | 10. zaporedno Game Developers Choice Awards  | International Game Developers Association                  | marec 11, 2010 |                    |        |              |
| Najboljši Audio                                        | 10. zaporedno Game Developers Choice Awards  | International Game Developers Association                  | marec 11, 2010 |                    |        |              |
| Audio Leta                                             | 8th Annual Game Audio Network Guild Awards   | Game Audio Network Guild                                   | marec 15, 2010 |                    |        |              |
| Glasba Leta                                            | 8th Annual Game Audio Network Guild Awards   | Game Audio Network Guild                                   | marec 15, 2010 |                    |        |              |
| Zvočni Dizajn Leta                                     | 8th Annual Game Audio Network Guild Awards   | Game Audio Network Guild                                   | marec 15, 2010 |                    |        |              |
| Najboljša Cinema/Cinema Audio                          | 8th Annual Game Audio Network Guild Awards   | Game Audio Network Guild                                   | marec 15, 2010 |                    |        |              |
| Najboljši Dialog                                       | 8th Annual Game Audio Network Guild Awards   | Game Audio Network Guild                                   | marec 15, 2010 |                    |        |              |
| Najboljša Izvirna Instrumentalna                       | 8th Annual Game Audio Network Guild Awards   | Game Audio Network Guild                                   | marec 15, 2010 |                    |        |              |
| Story                                                  | 2010 GAME British Academy Video Games Awards | British Academy of Film and Television Arts                | marec 19, 2010 |                    |        |              |
| Akcija                                                 | 2010 GAME British Academy Video Games Awards | British Academy of Film and Television Arts                | marec 19, 2010 |                    |        |              |
| Uporaba Zvoka                                          | 2010 GAME British Academy Video Games Awards | British Academy of Film and Television Arts                | marec 19, 2010 |                    |        |              |
| Original Orkestra                                      | 2010 GAME British Academy Video Games Awards | British Academy of Film and Television Arts                | marec 19, 2010 |                    |        |              |
| Igra Leta                                              | Gamers Choice Awards 2010                    | AT&T through Spike TV                                      | junij 8, 2010  |                    |        |              |
| Favorite Music                                         | Gamers Choice Awards 2010                    | AT&T through Spike TV                                      | junij 8, 2010  |                    |        |              |
| Najljubši Vixen Video Igre (Chloe Frazer)              | Gamers Choice Awards 2010                    | AT&T through Spike TV                                      | junij 8, 2010  |                    |        |              |

## Splici in opombe
1. ↑  Stewart, Kemuel (1. december 2008). »Uncharted 2: Among Thieves Confirmed«. GamerCenterOnline. Arhivirano iz prvotnega spletišča dne 5. decembra 2008. Pridobljeno 1. decembra 2008.
2. ↑  http://www.gametrailers.com/video/uncharted-2-uncharted-2/43232
3. ↑  »Uncharted 2: Among Thieves - Kotaku.com«. Kotaku. Pridobljeno 21. julija 2009.
4. ↑  Purchese, Robert. »Uncharted 2 Dated for Europe«. Eurogamer. Pridobljeno 22. septembra 2009.
5. ↑  »Best games of 2009«. Metacritic. Arhivirano iz prvotnega spletišča dne 7. februarja 2010. Pridobljeno 12. oktobra 2012.
6. ↑  http://www.unchartedthegame.com/U2AT/
7. ↑  Ahrens, Nick (1. december 2008). »January Issue Revealed!«. Game Informer. Arhivirano iz prvotnega spletišča dne 9. junija 2011. Pridobljeno 1. decembra 2008.
8. 1 2  Nelson, Randy (27. april 2009). »Joystiq hands-on: Uncharted 2 co-op multiplayer«. Joystiq. Pridobljeno 27. aprila 2009.
9. 1 2  Kelly, Kevin (27. april 2009). »Joystiq hands-on: Uncharted 2's Deathmatch and Plunder multiplayer«. Joystiq. Pridobljeno 27. aprila 2009.
10. ↑  Steen, Patrick (3. december 2008). »Naughty Dog: Uncharted 2 Teaser is Real-Time Rendered«. Gamezine.co.uk. Pridobljeno 3. decembra 2008.
11. 1 2  Qizilbash, Asad (9. april 2009). »UNCHARTED 2: Among Thieves Fortune Hunter Edition«. PlayStation Blog. Arhivirano iz prvotnega spletišča dne 12. septembra 2009. Pridobljeno 15. septembra 2009.
12. ↑  »Uncharted 2: Among Thieves Special Edition«. GAME.
13. ↑  »Uncharted 2 Game of the Year Edition Announced, Future Discussed«. IGN.
14. ↑  »Amazon.com: UNCHARTED 2: Among Thieves - Game of The Year Edition«. Amazon. Pridobljeno 24. novembra 2010.
15. ↑  »arhivska kopija«. Arhivirano iz prvotnega spletišča dne 8. januarja 2012. Pridobljeno 12. oktobra 2012.
16. ↑  Yoon, Andrew (25. november 2009). »Uncharted 2 gets DLC fort free on Friday, Nov. 27«. Joystiq. Pridobljeno 25. novembra 2009.
17. ↑  Meyer, Arne (17. marec 2010). »UNCHARTED: Eye of Indra Motion Comic Bundle, Rika and Pinkerton Skins Launch on April 1«. Playstation Blog. Playstation.com. Pridobljeno 23. aprila 2010.
18. ↑  http://blog.eu.playstation.com/2010/01/22/new-uncharted-2-dlc-out-next-week/
19. ↑  Miller, Greg (12. februar 2010). »Uncharted 2: Among Thieves DLC Blast«. IGN. Pridobljeno 13. februarja 2010.
20. ↑  »Uncharted 2 Siege Expansion Pack Coming April 22«.
21. ↑  http://blog.us.playstation.com/2010/08/12/august-17th-new-uncharted-2-multiplayer-skins-and-dynamic-theme/
22. ↑  http://blog.us.playstation.com/2010/12/12/uncharted-3-hits-playstation-store-exclusive-psn-avatar-here-50-off-uncharted-2-dlc/
23. ↑  »PSM3 reviews Uncharted 2 : 21/20«. PSM3. Pridobljeno 15. septembra 2009.
24. ↑  »First UNCHARTED 2: Among Thieves Review — PlayStation: The Official Magazine«. PlayStation Blog. Pridobljeno 15. septembra 2009.
25. ↑  »OPMUK Uncharted 2 Review«. PlayStation Official Magazine. Pridobljeno 29. septembra 2009.
26. ↑  Official UK PlayStation Magazine issue 50, Future Publishing, October 2010
27. ↑  Carless, Simon (12. november 2009). »NPD: Uncharted 2 Heads October 2009 U.S. Game Sales«. Gamasutra. Pridobljeno 12. novembra 2009.
28. ↑  »Uncharted 2 Japan Sales«. TheSixAxis. Pridobljeno 10. decembra 2010.
29. ↑  McWhertor, Michael (12. november 2009). »Uncharted 2 Crosses The 1 Million Sold Mark«. Kotaku. Pridobljeno 13. novembra 2009.
30. ↑  Rohde, Scott (19. februar 2010). »make.believe: From Programmer to Naughty Dog Co-President«. Sony. Pridobljeno 20. februarja 2010.[mrtva povezava]
31. ↑  http://blog.us.playstation.com/2010/09/28/uncharted-2-among-thieves-game-of-the-year-edition-coming-october-12th/
32. ↑  »PlayStation®3専用ソフトウェア『アンチャーテッド –砂漠に眠るアトランティス-』PR企画 "ゲームをドラマにする！？"『アンチャTV～超冒険的新感覚テレビ』 テレビ東京にて本日１０月３日より放送開始！«. Sony. 3. oktober 2010. Arhivirano iz prvotnega spletišča dne 3. marca 2016. Pridobljeno 6. oktobra 2011.
33. ↑  http://www.navghtydog.com/site/post/uncharted_dual_pack_uncharted_1_and_2_in_one_box/%5B%5D
34. ↑  http://www.psu.com/a007628/Uncharted-2-leads-Best-of-E3-awards
35. ↑  »Spike Video Game Awards«. Spike TV. Pridobljeno 12. decembra 2009.
36. ↑  »1UP's Best Games of E3 2009«. 1UP.com. Arhivirano iz prvotnega spletišča dne 16. januarja 2010. Pridobljeno 29. julija 2009.
37. ↑  Pfister, Andrew (8. junij 2009). »X-Play's Best of E3 2009«. G4TV. Arhivirano iz prvotnega spletišča dne 17. novembra 2017. Pridobljeno 29. julija 2009.
38. ↑  »GameTrailer's Best of E3 2009 Awards«. GameTrailers. 8. junij 2009. Pridobljeno 29. julija 2009. {{navedi splet}}: |first= missing |last= (pomoč)
39. ↑  »GameTrailer's Best of E3 2009 Awards«. GameTrailers. 8. junij 2009. Pridobljeno 29. julija 2009. {{navedi splet}}: |first= missing |last= (pomoč)
40. ↑  »GamesRadar's E3 2009 Awards«. GamesRadar. 8. junij 2009. Arhivirano iz prvotnega spletišča dne 11. oktobra 2012. Pridobljeno 29. julija 2009. {{navedi splet}}: |first= missing |last= (pomoč)
41. ↑  »IGN's Overal Best of E3 2009«. IGN. 10. junij 2009. str. 2. Arhivirano iz prvotnega spletišča dne 23. maja 2010. Pridobljeno 29. julija 2009. {{navedi splet}}: |first= missing |last= (pomoč)
42. ↑  »IGN's PlayStation 3 Best of E3 2009«. IGN. 10. junij 2009. str. 2. Pridobljeno 29. julija 2009. {{navedi splet}}: |first= missing |last= (pomoč)
43. ↑  »GameSpot's E3 Awards Best Graphics«. GameSpot. 10. junij 2009. str. 1. Arhivirano iz prvotnega spletišča dne 8. julija 2009. Pridobljeno 29. julija 2009. {{navedi splet}}: |first= missing |last= (pomoč)
44. ↑  »GameSpot's E3 Awards Best PS3 Game«. GameSpot. 10. junij 2009. str. 1. Arhivirano iz prvotnega spletišča dne 16. junija 2009. Pridobljeno 29. julija 2009. {{navedi splet}}: |first= missing |last= (pomoč)
45. ↑  »GameSpy's Best of E3 2009 Awards«. GameSpy. 8. junij 2009. Pridobljeno 29. julija 2009. {{navedi splet}}: |first= missing |last= (pomoč)
46. ↑  »Game Critics Awards: Best of E3 2009«. Game Critics Awards. Pridobljeno 29. julija 2009.
47. ↑  Meyer, Arne (31. avgust 2009). »Uncharted 2: gamescom's Best Console Game!«. PlayStation Blog. Pridobljeno 31. avgusta 2009.
48. ↑  »Game of the Year 2009«. Yahoo. 9. december 2009. Pridobljeno 31. januarja 2010.
49. ↑  »Spike Video Game Awards 2009«. Spike TV. Pridobljeno 12. januarja 2010.
50. ↑  Gaskill, Jake (15. december 2009). »X-Play's Best of 2009 Winners Announced!«. G4TV. Arhivirano iz prvotnega spletišča dne 12. januarja 2013. Pridobljeno 28. decembra 2009.
51. ↑  »Best Games of 2009«. GameSpy. 21. december 2009. Arhivirano iz prvotnega spletišča dne 26. decembra 2009. Pridobljeno 31. januarja 2010.
52. ↑  Concelmo, Chad (21. december 2009). »The winner of Destructoid Game of the Year 2009«. Destructoid. Arhivirano iz prvotnega spletišča dne 28. januarja 2010. Pridobljeno 31. januarja 2010.
53. ↑  »GamePro's Best Games of 2009«. GamePro. 22. december 2009. Arhivirano iz prvotnega spletišča dne 26. januarja 2010. Pridobljeno 31. januarja 2010. {{navedi splet}}: |first= missing |last= (pomoč)
54. ↑  »Gamespot's Best Games of 2009«. Gamespot. 25. december 2009. Arhivirano iz prvotnega spletišča dne 5. januarja 2010. Pridobljeno 4. januarja 2010.
55. ↑  »GameTrailers Game of the Year Awards 2009«. GameTrailers. 28. december 2009. Pridobljeno 28. decembra 2009.
56. ↑  »Eurogamer's Game of the Year 2009«. 31. december 2009. Pridobljeno 4. januarja 2010.
57. ↑  »arhivska kopija«. Arhivirano iz prvotnega spletišča dne 20. marca 2012. Pridobljeno 12. oktobra 2012.
58. ↑  http://goty.pakgamers.com/2009/?page=aa
59. ↑  Kietzmann, Ludwig (1. januar 2010). »Joystiq's Top 10 of 2009: Uncharted 2: Among Thieves«. Joystiq. Pridobljeno 31. januarja 2010.
60. ↑  Staff, Giant Bomb (1. januar 2010). »Giant Bomb's Game of the Year, 2009«. Giant Bomb. Pridobljeno 1. januarja 2010.
61. ↑  »IGN Awards the Best of 2009«. IGN. Pridobljeno 16. januarja 2010.
62. ↑  »1UP's 2009 Readers' Choice Awards«. 1UP.com. Pridobljeno 24. januarja 2010.[mrtva povezava]
63. ↑  »Kotaku's Game of the Year 2009«. Kotaku. 25. januar 2010. Pridobljeno 26. januarja 2010.
64. ↑  »Uncharted 2: Among Thieves Breaks Away And Flees With 10 Awards During The 13th Annual Interactive Achievement Awards« (PDF). Academy of Interactive Arts & Sciences. 18. februar 2010. Arhivirano iz prvotnega spletišča (PDF) dne 31. marca 2010. Pridobljeno 19. februarja 2010.
65. ↑  »2010 Golden Reel Award Nominees: Other«. mpse.org. Arhivirano iz prvotnega spletišča dne 15. julija 2010. Pridobljeno 7. septembra 2010.
66. ↑  »Writers Guild Awards«. Writers Guild of America, West. Arhivirano iz prvotnega spletišča dne 25. maja 2012. Pridobljeno 21. februarja 2010.
67. ↑  »Winners Announced for 9th Annual NAViGaTR Awards of the National Academy of Video Game Testers and Reviewers Corp«. PRWeb. 26. februar 2010. Arhivirano iz prvotnega spletišča dne 2. marca 2010. Pridobljeno 27. februarja 2010.
68. ↑  »GDC: Uncharted 2 Wins Big At 10th Annual Game Developers Choice Awards«. Gamasutra. 12. marec 2010. Pridobljeno 12. marca 2010.
69. ↑  »Game Audio Network Guild Announces Winners of the 8th Annual G.A.N.G. Awards«. IGN. 15. marec 2010. Arhivirano iz prvotnega spletišča dne 16. oktobra 2010. Pridobljeno 16. marca 2010.
70. ↑  »2010 BAFTA Award Winners«. BAFTA. Arhivirano iz prvotnega spletišča dne 3. maja 2011. Pridobljeno 19. marca 2010.
71. ↑  »Gamers Choice Awards 2010«. GameTrailers. Pridobljeno 11. junija 2010.